# Perissommatidae
Perissommatidae  (лат.) — реликтовое семейство двукрылых насекомых из инфраотряда Psychodomorpha.

## Описание
Perissommatidae обычно имеют четыре глаза за счёт того, что каждый глаз разделен на верхний и нижний компонент.  Личинки маленькие, тонкие, не больше 2 мм.

## Экология
Комары встречаются зимой в лесах, личинки развиваются во влажной листовой подстилке и плодовых телах грибов.

## Распространение
Представители семейства распространены на территории Австралии и Чили. В мезозое были распространены также в Северном полушарии.

## Классификация
Семейство подразделяется на три подсемейства и включает 5 современных и 5 вымерших видов. Кроме приведенных ниже родов, с Perissommatidae сближают род Gurvaniella Kovalev, 1986, который описан из нижнего мела Монголии.
- Подсемейство Perissommatinae Colless 1962
  - †Palaeoperissomma Kovalev, 1985 — Монголия, Россия (Красноярский край), юрский период, 3 вида[4].
  - Perissomma Colless, 1962 — Австралия, Чили, 5 видов[6].
  - †Collessomma Lukashevich, Blagoderov, 2020 — ранний мел Монголии и Забайкалья, 3 вида[3].
- Подсемейство Perissordinae Lukashevich Huang & Lin, 2006
  - †Perissordes Lukashevich, Huang & Lin, 2006 — Китай, юрский период, 1 вид[7].
- Подсемейство Rasnicynommatinae Lukashevich 2011
  - †Rasnicynomma Lukashevich, 2011 — Монголия, юрский период, 1 вид[7].